# Ulrich Thein
Ulrich Thein (7 de abril de 1930 - 21 de junio de 1995) fue un actor teatral, cinematográfico y televisivo, además de director, guionista, locutor y actor de voz de nacionalidad alemana.

## Biografía
Nacido en Brunswick, Alemania, era hijo de un maestro de capilla, y creció en una infancia difícil. Su padre murió cuando Ulrich tenía cuatro años, y su madre, Else Thein, hubo de sacar sola adelante a él y a sus dos hermanos mayores. Una vez cumplida su formación de secundaria, estudio música (arpa, piano) y tomó clases de interpretación, consiguiendo ser contratado por la Ópera Estatal de Braunschweig. En 1951 se trasladó a la República Democrática de Alemania, y fue el miembro más joven del Deutsches Theater de Berlín, donde permaneció hasta 1963. También actuó en el Berliner Theater der Freundschaft (actual Theater an der Parkaue) y luego fue actor y director del Theater der Bergarbeiter en Senftenberg.
A partir de 1952 desempeñó numerosos papeles protagonistas en películas de Martin Hellberg, Gerhard Klein, Günter Reisch, Frank Beyer y Konrad Wolf. En el film Spur in die Nacht (1957) también participó en la banda sonora (compuso el Fuchsbau-Boogie). En 1963 escribió su primer guion para una película de televisión, y que también dirigió con éxito, Der andere neben dir.
Thein fue durante quince años uno de los directores televisivos de mayor éxito de la RDA, preocupado siempre de importantes temas de actualidad, representados en la pantalla con cuidado y respecto. A partir de finales de los años 1970, Thein actuó en diferentes producciones televisivas, como la serie Polizeiruf 110 o telefilmes biográficos como Martin Luther y Johann Sebastian Bach.
En 1986 Thein fue miembro de la Academia de las Artes de la RDA, de la cual salió en 1991 en protesta en la forma en que se habían unificado las academias del este y el oeste de Alemania. Tras la liquidación de la televisión de la RDA (Deutscher Fernsehfunk), Thein rechazó muchas ofertas de trabajo que él consideraba triviales y, a partir de 1992 fue profesor de la Escuela de Arte Dramático Ernst Busch, en Berlín tätig.
Además de su trabajo de actor y director, Thein fue también pianista, y compuso canciones de sus películas como es el caso del tema „Rosenlied“ en Mensch, mein Papa.
A lo largo de su carrera Thein trabajó con diferentes actrices con las que más tarde se casaría, entre ellas Christel Thein-Sörgel, Franziska Troegner, Annekathrin Bürger y Renate Geißler. Ulrich Thein falleció en Berlín, Alemania, en 1995.

## Teatro
| - 1948: Como gustéis, de William Shakespeare - 1950: Der Strom, de Max Halbe - 1950: Der Diener zweier Herren, de Carlo Goldoni - 1950: Robinson soll nicht sterben, de Friedrich Forster - 1950: Das Käthchen von Heilbronn, de Heinrich von Kleist - 1950: El inspector, de Nikolái Gógol - 1951: Baller contra Baller, de Karl Veken - 1951: Noche de reyes, de William Shakespeare] - 1951: Timur und sein Trupp, por Arkadi Gaidar] - 1951: Egmont, de Johann Wolfgang von Goethe - 1952: Entscheidungen, de Heinar Kipphardt - 1952: Don Carlos, de Friedrich Schiller - 1952: Ein Polterabend, de Werner Bernhardy - 1953: Fernamt ... bitte melden!, de Konstantin Issajew - 1953: Prozeß Wedding, de Harald Hauser - 1953: Shakespeare dringend gesucht, de Heinar Kipphardt - 1953: Die Moorbande, de Horst Beseler - 1954: Hotelboy Ed Martin, de Albert Maltz - 1954: Mucho ruido y pocas nueces, de William Shakespeare - 1954: Fausto, de Johann Wolfgang von Goethe - 1955: Die Dorfstraße, de Alfred Matusche - 1955: Lützower, de Hedda Zinner | - 1956: Der Aufstieg des Alois Piontek, de Heinar Kipphardt - 1956: Columbus oder: Eröffnung des indischen Zeitalters, de Peter Hacks - 1956: Zum goldenen Anker, de Marcel Pagnol - 1956: Die Schlacht bei Lobositz, de Peter Hacks - 1958: Der Müller von Sanssouci, de Peter Hacks - 1958: Weh dem, der träumt, de Eduardo De Filippo - 1959: Neuland unterm Pflug, de Mijaíl Shólojov - 1959: Professor Mamlock, de Friedrich Wolf - 1960: Wie er ihren Mann belog, de George Bernard Shaw - 1961: Eine Geschichte aus Irkutsk, de Alexej Arbusow - 1961: Mitternachtsmesse, de Peter Karvas - (dirección) - 1962: Die Sorgen und die Macht, de Peter Hacks - (dirección) - 1962: Wilhelm Tell, de Friedrich Schiller - 1965: Terra incognita, de Kurt Barthel - 1971: Haut oder Hemd, de Erik Neutsch - (dirección) - 1993: Kampf des Negers und der Hunde, de Bernard-Marie Koltès - 1994: Moony's Kid Don't Cry, de Tennessee Williams - (dirección) |

## Filmografía (selección)
| - 1952: Geheimakten Solvay - 1953: Der König in Thule - 1953: Eine Liebesgeschichte - 1954: Alarm im Zirkus - 1954: Der Fall Dr. Wagner - 1954: Das Wirtschafts-Wunder - 1954: Hotelboy Ed Martin - 1955: Maryša (TV) - 1956: Eine Berliner Romanze - 1956: Thomas Müntzer – Ein Film deutscher Geschichte - 1957: Spur in die Nacht (también música) - 1957: Schlösser und Katen - 1958: Golden Boy - 1958: Sie kannten sich alle - 1958: Das Lied der Matrosen - 1959: Ehesache Lorenz - 1959: Etüde für Kontrabaß - 1959: Maria Stuart. Ein Trauerspiel - 1959: SAS 181 antwortet nicht - 1959: Sensation in Glückstal - 1960: Fünf Patronenhülsen - 1960: Revolte der Gefühle (TV) - 1960: Septemberliebe - 1961: Der Traum des Hauptmann Loy - 1961: Professor Mamlock - 1962: Der Vierte - 1962: Zum goldenen Anker - 1962: Fanny - 1962: Rue Paradies - 1962: Königskinder - 1962: Die Glatzkopfbande - 1962: … und deine Liebe auch - 1963: Der andere neben dir (solo dirección y guion) - 1963: Jetzt und in der Stunde meines Todes - 1964: Das Mädchen aus dem Dschungel - 1964: Titel hab' ich noch nicht (solo dirección y guion) | - 1964: Glasmenagerie - 1964: Chronik eines Mordes - 1966: Columbus 64 (solo dirección y guion) - 1967: Geschichten jener Nacht, film en episodios de la DEFA, (dirección y guion, 2º episodio: Die Prüfung) - 1968: Mitten im kalten Winter (solo dirección y guion) - 1968: Das siebente Jahr - 1969: Unbekannte Bürger (solo dirección y guion) - 1971: Salut Germain - 1972: Jule - Julia - Juliane. Stationen einer jungen Frau (también dirección y guion) - 1975: Broddi (solo dirección y guion) - 1976: Ein altes Modell (solo dirección y guion) - 1977: Polizeiruf 110: Die Abrechnung (serie TV) - 1978: Anton der Zauberer - 1979: Die Matrosen von Cattaro - 1979: Tull - 1980: Dach überm Kopf (solo dirección y guion) - 1980: Der Direktor - 1981: Polizeiruf 110: Der Teufel hat den Schnaps gemacht (serie TV) - 1981: Polizeiruf 110: Trüffeljagd (serie TV) - 1981: Romanze mit Amélie [novela de Benito Wogatzki] (solo dirección y guion) - 1983: Martin Luther - 1984: Johann Sebastian Bach - 1986: Die Weihnachtsklempner - 1987: Mit Leib und Seele - 1987: Liane - 1988: Aufstand der Fischer von St. Barbara - 1988: Mensch, mein Papa (también dirección, guion y música) - 1990: Wie ein Vogel im Schwarm - 1990: Unter Brüdern - 1991: Agentur Herz (serie TV, también dirección, guion y música) - 1995: Blutige Spur |

## Premios y reconocimientos
- 1961 - Votado como el actor más popular del año por los lectores de „Filmspiegels“, junto a Günther Simon y Stefan Lisewski
- 1962 - Votado por los lectores de „Filmspiegels“, junto a Christel Bodenstein, Angelica Domröse, Anekathrin Burger, Manfred Krug y Jürgen Frohriep por segunda vez como el actor más popular del año
- 1963 - Premio del Arte de la Federación Alemana de Sindicatos Libres por Der andere neben dir
- 1969 - Premio del Arte de la República Democrática Alemana por Unbekannte Bürger
- 1973 - Premio Nacional de 3ª clase
- 1978 - Premio al mejor actor del Festival Internacional de Cine de Moscú por Anton der Zauberer
- 1979 - Premio Heinrich Greif por Anton der Zauberer
- 1979 - Premio al mejor actor del Festival Internacional de Cine de Moscú por Anton der Zauberer[2]
- 1980 - Premio al mejor actor del Festival Nacional de Cine de la DDR por Anton der Zauberer
- 1980 - Premio Goethe de la ciudad de Berlín por Dach überm Kopf
- 1984 - Premio del Arte de la DDR por Martin Luther
- 1984 - Premio de la Crítica por Martin Luther
- 1985 - Goldener Lorbeer por Johann Sebastian Bach
- 1986 – Premio al major actor de la Magyar Televizio Elnöksége, Budapest, por Johann Sebastian Bach
- 1987 - Goldener Lorbeer por Die Weihnachtsklempner
- 1989 – Premio Nacional de 1ª clase